# Fryba (Weichsel)
Die Fryba, deutsch Fribbe, ist ein rechter Zufluss der Weichsel in Polen.

## Geografie
Der 39,6 km lange kleine Fluss entspringt im Süden der Stadt Chełmża (Culmsee, Kulmsee) in der Woiwodschaft Kujawien-Pommern und fließt in nordwestlicher Richtung durch die Mikroregion Pojezierze Chełmińskie, das historische Kulmerland, bis er bei der Stadt Chełmno (Culm, Kulm) in die Weichsel mündet.